# Parc forestier national de Zhangjiajie
Le parc forestier national de Zhangjiajie (en chinois : 湖南张家界国家森林公园 ; pinyin : Húnán Zhāngjiājiè Guójiā Sēnlín Gōngyuán) est un parc forestier national situé dans la ville de Zhangjiajie, dans la province du Hunan, en Chine. C'est l'un des parcs nationaux de la région du Wulingyuan.
Le pont de verre de Zhangjiajie et l'ascenseur Bailong s'y trouvent.
Ce parc a inspiré James Cameron pour son film Avatar.

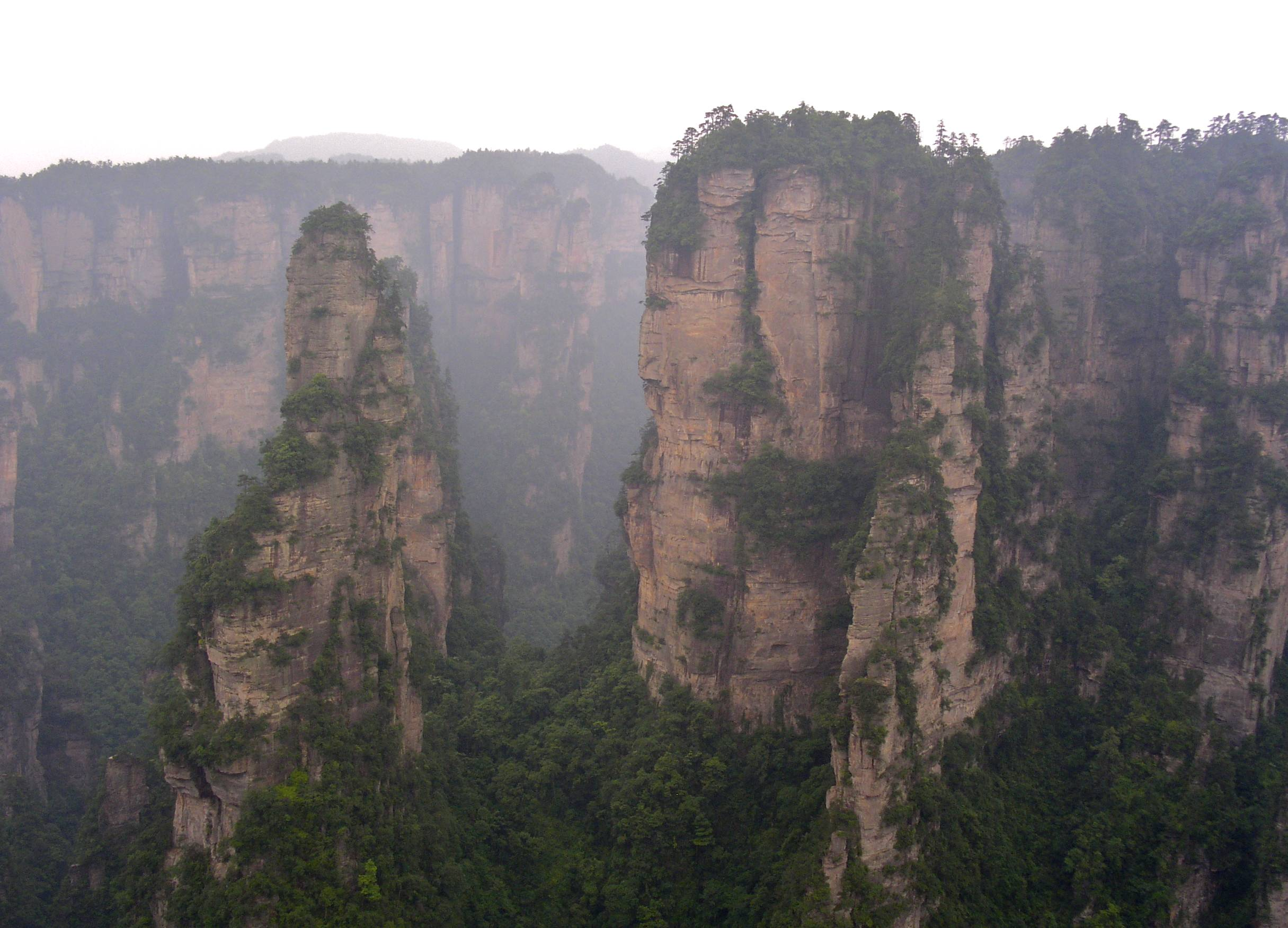
Yangjiājiè dans le parc forestier de Zhāngjiājiè.